# Gigantorhynchus
Gigantorhynchus es un género de acantocéfalos de la familia Gigantorhynchidae.

## Especies
Incluye las siguientes especies:
- Gigantorhynchus echinodiscus (Diesing, 1851)
- Gigantorhynchus lopezneyrai Díaz-ungria, 1958
- Gigantorhynchus lutzi Machado, 1941
- Gigantorhynchus ortizi Sarmiento, 1954
- Gigantorhynchus pasteri Tadros, 1966
- Gigantorhynchus ungriai Antonio, 1958[2]